# Alberto Calza Bini
Alberto Calza Bini (Roma, 7 dicembre 1881 – Roma, 25 dicembre 1957) è stato un architetto e pittore italiano.

## Biografia
Diplomatosi nel 1900 all'Accademia di Belle Arti di Roma, ha svolto anche attività di pittore, partecipando ad esposizioni nazionali ed internazionali; dopo aver tenuto per alcuni anni il corso di "Edilizia economica e popolare" presso la Scuola superiore di architettura, ottiene la cattedra di composizione architettonica alla facoltà di architettura dell'Università di Napoli, di cui è stato anche preside. 
Nel 1921 fondò il Fascio di combattimento di Calvi dell'Umbria, di cui fu il primo podestà.
Molto intensa la sua attività in ambito politico: segretario nazionale del sindacato fascista degli architetti, membro del Consiglio superiore dei Lavori pubblici, senatore del Regno nel 1943, fondatore dell'Istituto Nazionale di Urbanistica nel 1930, presidente dell'Istituto Autonomo Case Popolari sino al 1943. 
Oltre che essere architetto e pittore, dedicò gran parte del suo talento organizzativo alla formazione e al lavoro del sindacato nazionale fascista architetti fascisti, di cui divenne - dopo la Marcia su Roma - segretario dal 1924, nonché anche segretario dell'Istituto Nazionale di Urbanistica (INU). Insieme a Marcello Piacentini fu uno degli autori della svolta modernista sotto gli auspici di un'architettura rappresentativa, monumentale del regime fascista. Negli anni trenta assunse la presidenza dell'Istituto Case Popolari, fino ad allora diretto da Innocenzo Costantini. 
Ha avuto un ruolo preponderante nel dibattito relativo alla legge urbanistica, di cui seguì tutto l'iter parlamentare. Tra i piani urbanistici si segnalano quelli di Salerno (1936), Taranto (1937) e Bari (1952, in coll. con il figlio Giorgio); tra i progetti e le opere realizzate a Roma si ricordano: le case in via Avezzana e via Ruffini (1921), l'Istituto Tecnico in via Palestro (1926), la sede dell'Istituto Case Popolari al lungotevere Tor di Nona (1927), il tracciato urbanistico di via del Teatro di Marcello e il restauro dell'edificio sul teatro (1928, in coll.), la chiesa di San Francesco Saverio in piazza D. Sauli (1933).
Suo figlio Giorgio Calza Bini, anch'egli architetto tra le cui opere spicca la fondazione della città di Guidonia, fu tra i più importanti urbanisti italiani del secondo novecento.

## Archivio
L'archivio di Alberto Calza Bini, che durante la seconda guerra mondiale era stato trasferito da Roma a Calvi, è stato oggetto di uno studio da parte degli architetti R. Laera e C. Riccardi; dichiarato di notevole interesse storico dalla Soprintendenza Archivistica per il Lazio il 21 gennaio 1999, è conservato a Roma presso gli eredi. È stato oggetto di un intervento di inventariazione curato dalla SA Lazio. L'archivio comprende documentazione riguardante sia l'attività professionale sia quella scientifica e politica di Alberto Calza Bini; si segnalano corrispondenza e relazioni riguardanti l'Istituto Nazionale di Urbanistica e l'Istituto Autonomo Case Popolari.
L'Archivio centrale dello Stato conserva altresì gli atti del suo processo di epurazione, unitamente a quelli del suo fratello Gino: si trova all'interno del fondo dell'Alto Commissariato per le Sanzioni contro il Fascismo, il cui inventario è pubblicato anche sul sito dell'Archivio storico del Senato.